# Patriark (Bibelen)
 For alternative betydninger, se Patriark. (Se også artikler, som begynder med Patriark)
De tre patriarker i Bibelen er Abraham, hans søn Isak og hans barnebarn Jakob (Isaks søn). Beretningerne om de tre patriarker kan læses i Første Mosebog. Betegnelsen patriark kommer af græsk πατριάρχης (patriárkhês), som betyder "første blandt fædre", "ledende fader" eller "stamfader". På hebraisk, det Gamle Testamente/Tanakhs originalsprog, kaldes patriarkerne for avot.
De tre patriarkers hustruer, Sara, Rakel og Lea omtales som matriarker. 
Betegnelsen patriark bruges i det Nye Testamente også om andre personer fra det Gamle Testamente: Jakobs sønner (Ap.G. 7,8f) og kong David (Ap.G. 2,29).